# Billy Bishop

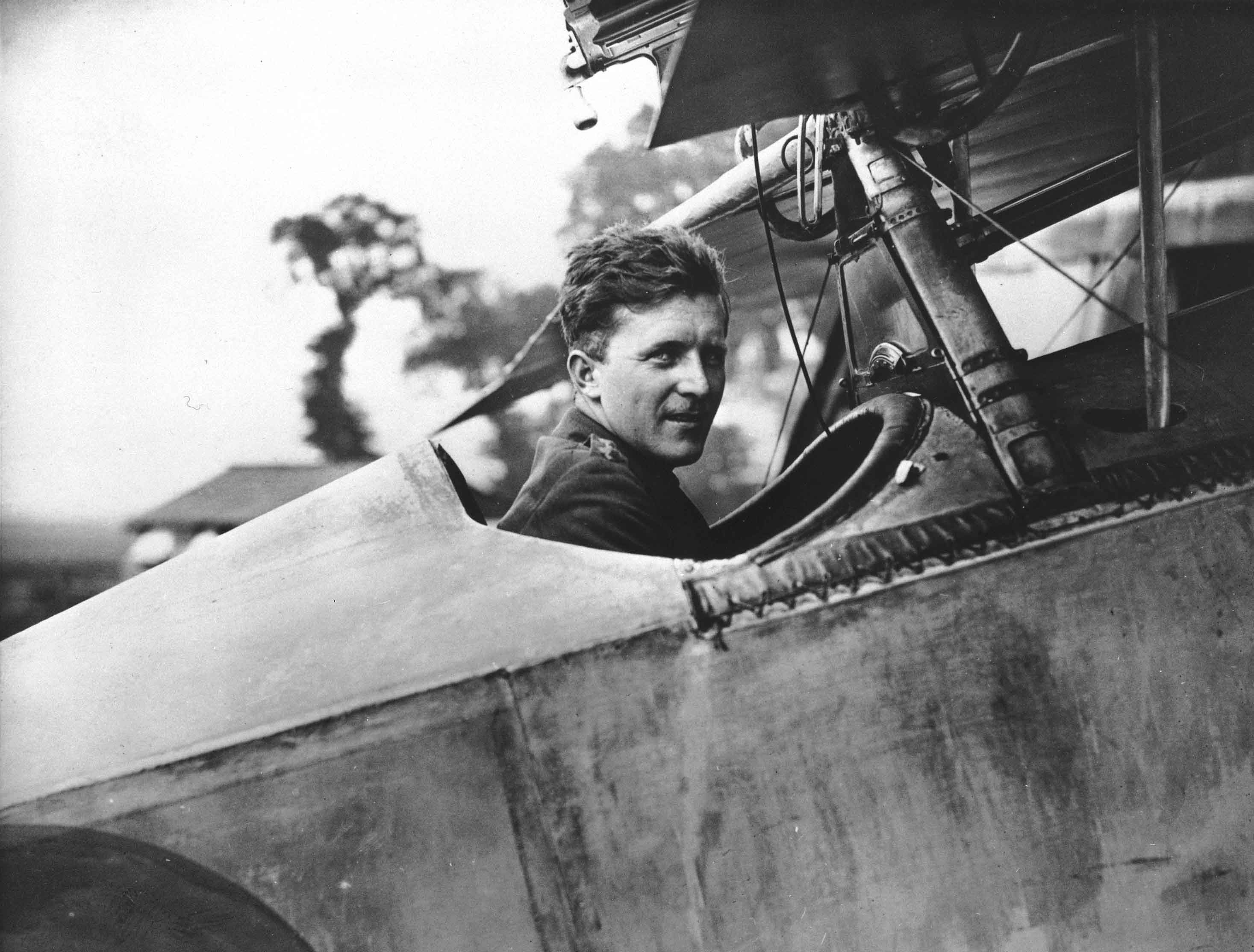
Billy Bishop v kokpitu stíhacího letounu Nieuport 17

Letecký maršál William Avery „Billy“ Bishop (8. února 1894, Owen Sound, Ontario – 11. září 1956, Palm Beach, Florida) byl kanadský stíhací pilot, letecké eso první světové války. Oficiální zdroje mu připisují 72 vítězství, je tak nejúspěšnějším stíhacím pilotem celého Britského impéria a po René Fonckovi je druhým nejúspěšnějším pilotem spojenců v první světové válce.

## Vyznamenání

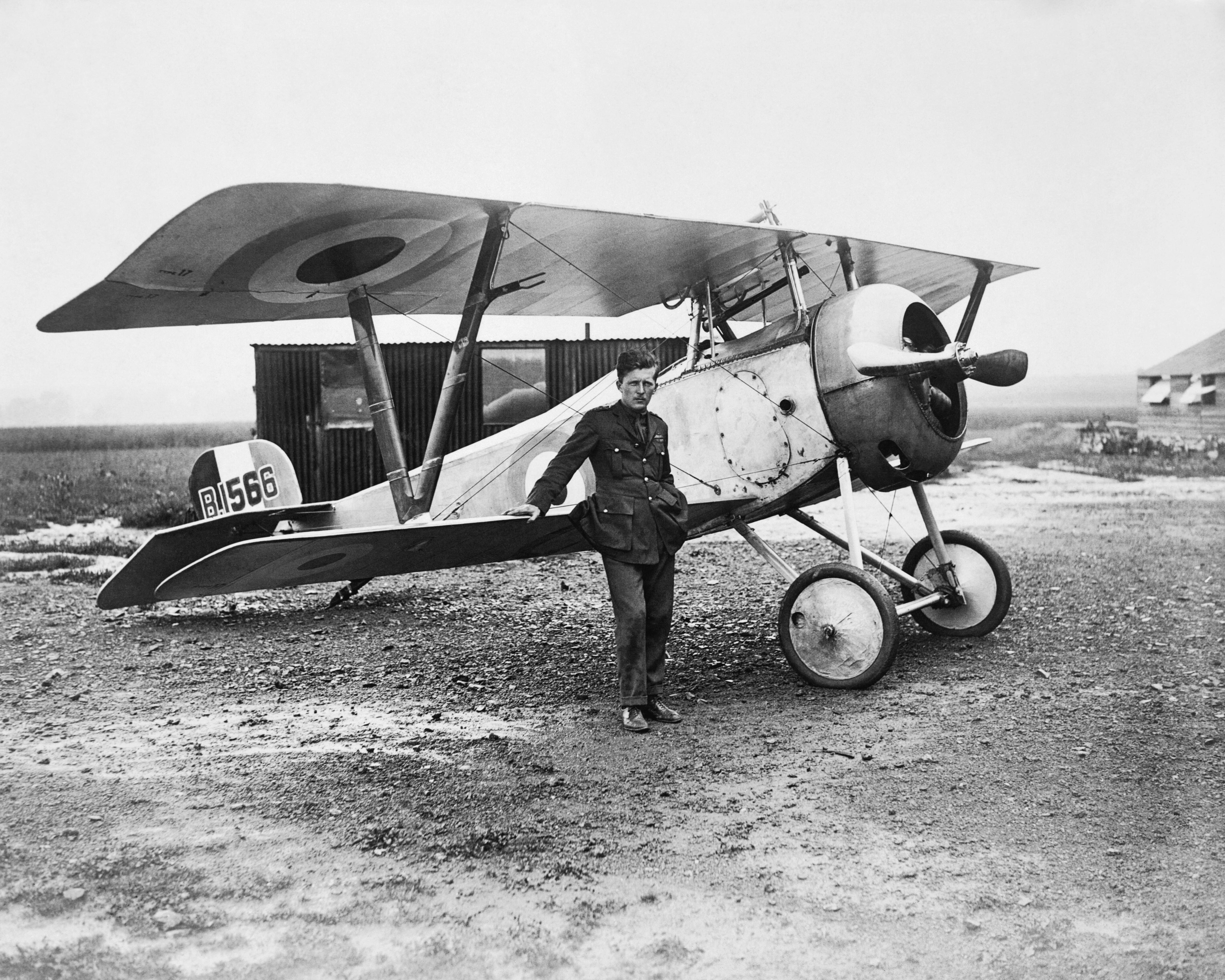
Billy Bishop se svým strojem Nieuport 17

- Řád čestné legie
- Croix de guerre
- Viktoriin kříž
- Řád lázně
- DSO & Bar
- Military Cross
- DFC
- Canadian Efficiency Decoration